# Laigin
Les Laigin, dont l'orthographe moderne est Laighin, sont un groupe de population de l'ancienne  Irlande. Ils donnèrent leur nom à la province de  Leinster, qui à l'époque médiévale était connue sous le nom  vieil irlandais de  Cóiced Laigen, qui signifie « cinquième de Laigin » (irlandais moderne Cúige Laighean). Leur territoire était localisé dans le sud est de l'Irlande on estime qu'il s'étendait de  Shannon à la  Boyne.

## Étymologie
Laigin est un nom pluriel, indiquant un ethnonyme plus qu'un terme géographique, mais dans le système irlandais de désignation des territoires les régions avaient tendance à être nommées d'après une figure d'ancêtre éponyme, même lorsque la dynastie régnante n'avait aucun lien avec ce personnage.  L'origine de leur nom est incertaine même s'il est traditionnellement admis qu'il dérive du mot irlandais  láigen, signifiant  'une lancer'. Les premiers textes utilisent indifféremment les noms  Laigen et Gaileoin.

## Origines
Les Laigin  proclamaient être les descendants de  Labraid Loingsech. Les historiens contemporains envisagent, en s'appuyant sur les traditions irlandaises et les noms de lieux liés, que les  Laigin étaient un groupe d'envahisseurs originaires de  Gaule ou de Bretagne, qui étaient arrivés vers le VIe siècle av. J.-C., et qui furent ultérieurement incorporés dans les schémas généalogiques médiévaux qui faisaient de tous les lignées régnantes de l'Irlande primitive des descendants de
Míl Espáine. Les noms de lieux suggèrent aussi leur présence dans le nord du Munster et dans le Connacht.

## Peuples et dynasties liés
Les poèmes archaïques inclus dans les généalogies médiévales distinguent trois groupes distincts de Laigin : les Laigin proprement dits, les Gaileóin, et les Fir Domnann. Le dernier semble être lié aux Dumnonii de Bretagne insulaire,.
Parmi les dynasties qui revendiquaient être issues des Laigin se trouvent entre autres: les  Uí Failge, Uí Bairrche, Uí Dúnlainge, Uí Cheinnselaigh, Uí Garrchon, et les Uí Máil.

## Dans la littérature médiévale
Dans les récits légendaire du  Cycle d'Ulster, le roi des Connachta, Ailill Mac Máta, est dit réputé être issu des Laigin. Ce qui selon Francis John Byrne serait l'indice d'une possible domination initiale de la province de Connacht par des peuples liés aux Laigin, comme les Fir Domnann et les Gamanrad.

## Articles liés
- Leinster
- Liste des rois de Leinster

## Sources
- (en) Francis John Byrne, Irish Kings and High-Kings, Londres, Batsford, 1973 (ISBN 0-7134-5882-8)
- (en) S.J. Connolly, Oxford Companion to Irish History, Oxford University Press, 2007, 650 p. (ISBN 978-0-19-923483-7)
- Seán Duffy, Brian Boru and the Battle of Clontarf, Gill & Macmillan, 2014, 349 p. (ISBN 978-0-7171-6207-9)